# Невское проектно-конструкторское бюро
Невское проектно-конструкторское бюро — советское и российское конструкторское бюро. Предприятие является старейшим в стране конструкторским бюро надводного кораблестроения, специализирующимся на проектировании авианесущих и десантных кораблей, а также корабельных авиатехнических средств и учебно-тренировочных комплексов корабельной авиации. Одним из направлений деятельности ПКБ является проектирование модернизации уже существующих боевых кораблей.

## История

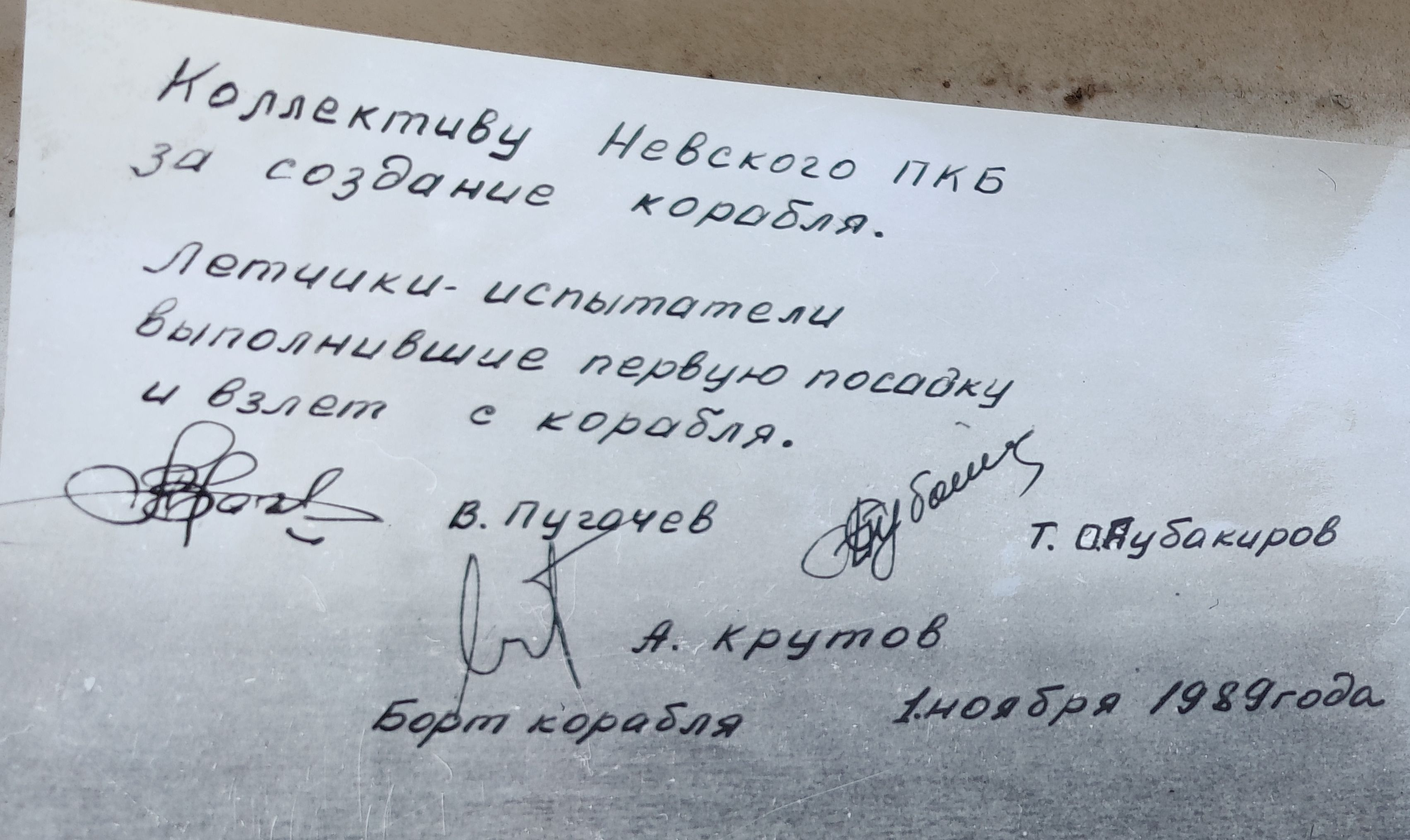
Часть фотографии Адмирал Флота Советского Союза Кузнецов с дарственной надписью от лётчиков-испытателей Александра Крутова, Виктора Пугачёва и Токтара Аубакирова

Предприятие образовано в СССР в 1931 году.  В 1995 году предприятие было преобразовано в Открытое акционерное общество «Невское проектно-конструкторское бюро»
Из-за вторжения России на Украину, бюро находится под международными санкциями Японии, Швейцарии, Украины, Канады и США.

## Наименования
- ЦКБС — с 18 января 1931 года
- ЦКБС-1 — с 1932 года
- ЦКБ-17 — с 1937 года
- Невское ПКБ — с 1967 года
- ОАО «Невское ПКБ» — с 1996 года
- ПАО «Невское ПКБ» — с 2015 года
- АО «Невское ПКБ» — с 2019 года

## Проекты
По проектам бюро построено около 300 кораблей.
- Эсминцы проекта 7
- Крейсера типа «Свердлов»
- Авианесущие крейсеры типов «Москва», «Киев», «Адмирал Кузнецов»
- Десантные корабли типов «Воронежский комсомолец», «Иван Рогов»
- Проект модернизации авианесущего крейсера «Адмирал Горшков» в легкий авианосец «Викрамадитья»[5]
- Проект модернизации тяжёлого авианесущего крейсера Адмирал Кузнецов
- Лёгкий авианосец Викрант
- Большие десантные корабли проектов 11711 и 11711М (301, 302 и 303, 304, 305 соответственно)
- Танкер-химовоз проекта 00216М